# Гамильтон, Джон, 1-й маркиз Гамильтон
Джон Гамильтон (ок. 1535 — 26 апреля 1604) — шотландский аристократ, 1-й маркиз Гамильтон (1599—1604).

## Биография
Третий сын Джеймса Гамильтона (ок. 1516—1575), 2-го графа Аррана (1529—1575), и Маргарет Дуглас (1510—1579), дочери Джеймса Дугласа (ум. 1548), 3-го графа Мортона. Братья — Джеймс Гамильтон (ок. 1537—1609), 3-й граф Арран, и Клод Гамильтон (1546—1621), 1-й лорд Пейсли.
В 1547 году в раннем возрасте Джон Гамильтон был назначен коммендатором в аббатстве Инчффрей, эту должность он занимал до 1551 года. В 1551—1579 годах — коммендатор аббатства Арброт.
Его старший брат, лорд Джеймс Гамильтон, в 1575 году унаследовал титул и владения графа Аррана, но из-за его безумия забота о поместьях была поручена лорду Джону.
Джон Гамильтон и его родственники были сторонниками королевы Шотландии Марии Стюарт. В 1579 году по распоряжению Джеймса Дугласа, 4-го графа Мортона, регента при несовершеннолетним короле Якове VI, Джон Гамильтон и его семья были лишены всех владений. Он бежал в Англию, а оттуда во Францию. Джон вернулся в Англию и остался там вместе с младшим братом Клодом. Во время пребывания в Англии он примирился с Арчибальдом Дугласом, 8-м графом Ангусом, который также был в изгнании после рейда на Рутвен. Король Шотландии Яков VI в 1581 году передал титул и владения графа Аррана своему фавориту Джеймсу Стюарту.
В 1585 году Джон Гамильтон вместе с графом Ангусом при содействии королевы Елизаветы Тюдор собрал на севере Англии войско и вступил в Шотландию и достиг Стерлинга в октябре. 4 ноября король Яков VI капитулировал и согласился с возвращением лордов-изгнанников. 1 декабря 1585 года в парламенте, созванном в Линлитгоу, король возвратил Джону Гамильтону и другим лордам-изгнанникам все титулы и владения. Джон Гамильтон вошел в состав тайного совета и был назначен капитаном замка Дамбартон, сменив Уильяма Стюарта из Каверстона.
15 апреля 1599 года Джон Гамильтон получил титулы маркиза Гамильтона, графа Аррана и лорда Авена.
В 1588 году Джон Гамильтон основал гимназию, которая стала известна как академия Гамильтон.

## Семья и дети
В 1577/1578 году женился на Маргарет Лайон (? — 1625), вдове Гилберта Кеннеди (1541—1576), 4-го графа Кассиллиса, и дочери Джона Лайона, 7-го лорда Глэмиса. У них было трое детей:
- Эдвард Гамильтон (род. 1589 и умер в младенчестве)
- Джеймс Гамильтон (1589—1625), 2-й маркиз Гамильтон (1604—1625)
- Маргарет Гамильтон (? — 1606), муж — Джон Максвелл, 9-й лорд Максвелл

Также у него было двое незаконнорождённых детей:
- Маргарет Хэмилтон, муж — сэр Хэмфри Колхун из Лусса
- сэр Джон Гамильтон из Леттеририка, предок лордов Баргани